# Симфония игрушек
Симфония игрушек также Игрушечная симфония или Детская симфония (нем. Kindersinfonie, оригинальное название Berchtoldsgaden-Musik, известна как Cassatio ex G) — оригинальное шуточное камерное произведение. Приписывалась Йозефу Гайдну, однако часть исследователей считают её автором Леопольда Моцарта. Также существует мнение, что её автор — австрийский монах-бенедиктинец  Эдмунд Ангерер (1740—1794). Кроме струнного оркестра в симфонии используются детские игрушечные инструменты — кукушка, барабан, трещотка, труба, треугольник.
Бруно Аулих[кто?] считает, что «это не симфония, не произведение для детей и сочинено оно не Йозефом Гайдном». Происхождение этого произведения связывается с городом Берхтесгаден, центром производства игрушек, само сочинение предназначено для рекламных целей. Аулих считает, что музыка «Детской симфонии» однозначно принадлежит Леопольду Моцарту, а аранжировка некоему Райнпрехтеру, его ученику. Моцарт-отец направил игрушечных дел мастеров к своему ученику и разрешил ему переработать отдельные части своей «Детской симфонии». Мнимое же авторство Йозефа Гайдна добавило популярности этому произведению и позволило уцелеть во времени.